# Bekily (stad)
Bekily is een stad in Madagaskar, gelegen in de regio Androy. 

## Geschiedenis
Tot 1 oktober 2009 lag Bekily in de provincie Toliara. Deze werd echter opgeheven en vervangen door de regio Androy. Tijdens deze wijziging werden alle autonome provincies opgeheven en vervangen door de in totaal 22 regio's van Madagaskar.